# Менандар (комедиограф)
Менандар (грч. Μένανδρος, 343–291. п. н. е.) био је највећи писац нове атичке комедије, премда је за живота био мање успешан него Филемон, јер је само осам пута освојио прво место на драмским такмичењима. Написао је више од стотину комедија, од којих је само једна потпуно сачувана, а остале су познате у фрагментима и по прерадама римских комедиографа Плаута и Теренција.,
Рођен је у 343. п. н. е. у угледној и добростојећој атинској породици. Мајка му се звала Хегесистрата, а отац Диопит. Неки истраживачи сматрају да се ради о истом Диопиту који је око 343. п. н. е. послат из Атине да на Трачком Херсонезу оснује атинску клерухију, а који је познат из Демостеновог говора О Херсонезу Ујак му је био Алексид, песник средње атичке комедије, од кога се вероватно учио комедиографској уметности. Био је пријатељ, а можда и ученик, филозофа Теофраста, као и пријатељ атинског тиранина Деметрија из Фалерона, који је у име македонске краљевске куће управљао Атином од 317. до 307. п. н. е. Према неким вестима из антике, Птолемеј Сотер позвао га је на свој двор у Александрију, али је Менандар одбио, будући да није желео напустити своју независност у уметничком стваралаштву, имање у Пиреју и љубавницу Гликеру Умро је 291. п. н. е., а у једној схолији уз Овидијеву песму Ибис записано је да се утопио купајући се у мору код Пиреја Суграђани су га покопали и подигли му надгробни споменик на путу који је из Пиреја водио у Атину, где га је још Паусанија могао видети Сачуване су многе бисте које наводно представљају Менандра, укључујући и познату статуу у Ватикану, за коју се раније мислило да представља Гаја Марија.

## Дело
Прву је комедију приказао на сцени 324. или 323. п. н. е., а укупно је написао више од стотину комада Наслови њих скоро 100 су нам познати, премда се у неким случајевима можда ради о дублетама, односно о једној драми с два наслова, од којих је један Менандров, а други је дат накнадно, када је комад поново приказан на позорници након песникове смрти. Менандру су се приписивали и неки епиграми, али његово ауторство није поуздано утврђено. Писма Птолемеју Сотеру и разноврсни прозни трактати које помиње Суда вероватно нису Менандрови.
Менандрове комедије су изгубљене током 7. и 8. века, али у 20. веку откривени су знатни папирусни фрагменти, што говори и о њиховој популарности у Египту током птолемејског и римског раздобља. Сачувана је једна цела комедија – Човекомрзац или Намћор (Δύσκολος), која је приказана на Ленејама 316. п. н. е. и откривена на папирусу 1957. године, те значајни фрагменти још шест драма – Штит (Ἀσπίϛ), Парничари (Ἐπιτρέποντες), Девојка с подрезаном косом (Περικειρομένη), Самљанка (Σαμία), Сикиоњанин (Σικυώνιος) и Омражени човек (Μισούμενος). Сачувани су и мањи одломци драма Двоструки преварант (Δὶς ἐξαπατῶν), Сељак (Γεωργός), Јунак (Ἥρως), Опседнута (Θεοφορουμένη), Картагињанин (Καρχηδόνιος), Свирач на китари (Κιθαριστής), Ласкавац (Κόλαξ), Дрогиране (Κονειαζόμεναι), Девојка из Перинта (Περινθία), Авет (Φάσμα), те неки фрагменти за које се још не зна којим комадима припадају.

### Тематика
Радња Манандрових комедија одиграва се увек у тадашњој Атини или на атичком селу. Премда су драмски ликови свесни савремених догађаја у свету, грађа се тиче искључиво свакодневних проблема приватног живота. Комади садрже многе мотиве који су се у то време чешће могли видети у позоришту него у стварном животу: поред љубавних авантура, нежељених трудноћа и родитељске бриге, ту си и напуштена или отета деца, сцене препознавања по некој амајлији, завођење девојака из добрих породица током ноћних светковина (где им се због мрака нису могла видети лица), невероватне коинциденције итд.
Љубав је често важан, али не увек и доминантан мотив: тако су, на пример, у Човекомрсцу Кремон и његова мизантропија важнији елемент драмске радње него љубавни подухвати његовог посинка. Но и мотив љубави се варира: младић заљубљен у искусну хетеру или у невину сељанчицу, старији мушкарац који верује да га љубавница вара, супруг који сумња у властито очинство жениног детета.
Менандар је био изузетно вешт у конструисању заплета, осмишљавању ситуација и стварању разноликости и атмосфере напетости у својим драмама. Писао је за позорницу, истичући сваки емотиван детаљ како у сценама психолошки уверљивог дијалога тако и у дугачким, живим монолозима, који понекад подсећају на гласничке извештаје у трагичким комадима 5. века п. н. е. Грчка трагедија, нарочито Еурипидова, утицала је и на прологе који извештавају гледаоце о збивањима која претходе радњи комада. У пролозима су се често износиле и чињенице које самим лицима у драми нису биле познате, што је омогућавало публици да из своје супериорне позиције ужива у иронији ситуације и у незнању глумаца на сцени.

### Ликови
И драмски ликови су типски: брбљиви и надути кувари, хвалисави војници, љутити очеви, лукави али плашљиви робови, хетере мека срца. Но Менандар пажљиво бруши лик дајући му одлике које излазе из конвенције и тако га оживотворује или макар приближава стварном животном искуству. Тако се, на пример, војник Полемон у Девојци с подрезаном косом очекивано хвали, али не својим војничким подвизима, него скупоценом одећом своје љубавнице. О брижљивом раду на индивидуализацији ликова казује и то што се Менандар труди да његова лица говоре у складу са својим ступњем образовања и друштвеним положајем.
У Менандровим комедијама нема покушаја дубинске психолошке карактеризације, већ се гледаоцу оставља да сам суди о осећањима и мотивима драмских ликова. Дијалог је често тако брз да непажљивом гледаоцу (или читаоцу) лако могу промаћи све импликације онога што је речено. Једна једина реченица може истовремено да помакне радњу комада, да опише неку особу и да баци светло на лице које је изговара. Често се цитира Аристофан из Бизанта, који је рекао: "О Менандре, о Животе, ко је кога ту имитирао!" (Ὦ Μένανδρε, καὶ Βίε, πότερος ἂρ᾽ ὑμῶν πρότερον ἐμιμήσατο). То би значило да су, и поред све драмске технике, акције, ликови и њихове емоције у Менандровим комадима ипак изгледали природни и стварни.
Ликови су осликани благонаклоно и уз дозу нежне ироније, и премда је Менандар пре свега забављач, ипак даје до знања да разумевање, толеранција и великодушност представљају кључ за срећне међуљудске односе.

### Структура и форма
Менандрове су комедије написане у стиховима, углавном у јампским триметрима, који стварају илузију свакодневнога говора. Понекад, мада не често, уносио је метричку разноликост, па је нпр. за завршни призор у Човекомрсцу употребио трохејски тетраметар, стих врло живог ритма, како би истакао фарсичност ситуације у којој робови очитавају лекцију мрзовољном Кнемону ("човекомрсцу").

## Пословице и изреке
Пре проналаска папирусних фрагмената Менандар је био познат из великог броја цитата, од којих су многи звучали као сентенце, па им је неретко приписивана висока морална вредност. Чак и апостол Павле цитира једну сентенцу ("Зли разговори кваре добре обичаје"), која заправо потиче из Таиде, једне од Менандрових најпопуларнијих комедија у антици. Ове сентенце, углавном не дуже од једног стиха и зато назване μονόστιχοι, још у антици сакупљане су и објављиване у зборницима за употребу у школама. Но сада, након папирусних налаза, видимо да су многе од ових реченица код Менандра заправо имале ироничан смисао: "Кога богови воле, тај умире млад" заправо је упућено једном старцу; "Човек сам и ништа људско није ми страно" изговара неки наметљивац који заправо хоће рећи да му се може забадати нос у све што други раде.

## Менандар и римска палијата
Дуго су главни извор за познавање Менандрове уметности биле палијате, тј. римске прераде његових драма. Но увек је било тешко оценити колико су и како Плаут и Теренције мењали Менандрове оригинале да би припремили своје своје адаптације за римску позорницу. Проблем се састоји у томе што није пронађен знатнији део грчког текста за који би се у постојећим римским комедијама поуздано могао наћи непосредни еквивалент. Први и досад једини такав проналазак јесте фрагмент Менандрове комедије Двоструки пераварант (Δὶς ἐξαπατῶν), који је очито узор за стихове 494-562 у Плаутовим Бакхидама. Ту се види да је Плаутова адаптација слободнија но што се то очекивало. Плаутов Ковчежић (Cistellaria) је прерада Менандрове комедије Жене што заједно обедују (Συναριστῶσαι), а Стихо (Stichus) се темељи на Браћи (Ἀδελφοί).
Теренције је волео да примењује поступак контаминације (contaminatio), па се његова Браћа (Adelphoe) темеље делимично на Менандру а делимично на Дифилу, Девојка с Андроса (Andria) је прерада која спаја Менандрове драме Ἀνδρία и Девојка из Перинта, а тако се и Евнух (Eunuchus) темељи на Мандровим комадима Еунух (Εὐνοῦχος) и Ласкавац.
Цецилије Стације, Лусције Ланувин, Турпилије и Марко Атилије такође су се угледали на Менандра.

## Значај и утицај
Према античким изворима, комедија Гнев (Ὀργή) – која нам се није сачувала – била је Менандров први комад и наводно је однела победу у драмском такмичењу на којем је приказана. Међутим, за свог живота Менандар је освојио само осам награда, па се може рећи да није имао успеха на такмичењима. Његов главни такмац био је Филемон, чије су комедије уживале већу популарност код њихових савременика. Менандар је, дакако, веровао за себе да је бољи драматург те је, према Аулу Гелију, питао Филемона: "Није ли те срам кад ме победиш?" Квинтилијан каже да је Менандар већу славу уживао након смрти него за живота, а Марцијал у једном епиграму каже: rara coronato plausere theatra Menandro ("пљескало је позориште Менандру, награду му ретко давало "). Од папируса с одломцима из Менандрових комедија бројнији су само папирусни фрагменти Хомерових и Еурипидових дела. Рукописи његових дела на пергаменту изгубљени су у раном средњем веку зато што су била написана на коинē дијалекту, а не на класичном атичком дијалекту, па нису сматрана погодним да буду део школске лектире у византијско доба.
Менандра хвали Плутарх у Поређењу Менандра и Аристофана, као и Квинтилијан у Образовању говорника, који прихвата античку традицију да је Менандар аутор говора објављених под именом атичког ретора Харизија. Путем Плаутових и Теренцијевих палијата својом је хуманошћу снажно утицао на развој европске комедије, посебно на Шекспира (Забуне), Молијера, драматурге из времена енглеске рестаурације, Голдонија и друге.

## Попис комедија
Од следећих комедија сачувани су фрагменти или се њихови наслови спомињу у античкој литератури:
| - Браћа (Ἀδελφοί) - Пецачи (Ἀλιεῖς) - Заветована или Месенијанка (Ἀνατιθεμένη ἢ Μεσσηνία), - Девојка с Андроса (Ἀνδρία) - Хермафродит или Крићанин (Ἀνδρόγυνος ἢ Κρής) - Рођаци (Ἀνεψιοί) - Неверник (Ἄπιστος) - Свирачица на фрули (Ἀρρηφόρος ἢ Αὐλητρίς) - Штит (Ἀσπίς) - Samosažaljivač (Αὑτὸν πενθὼν) - Ljubavna naslada (Ἀφροδίσια) - Beoćanka (Βοιωτία) - Сељак (Γεωργός) - Prsten (Δακτύλιος) - Dardan (Δάρδανος) - Sujeverni čovek (Δεισιδαίμων) - Zanatlija (Δημιουργός) - Bliznakinje (Δίδυμαι) - Двоструки преварант (Δὶς ἐξαπατῶν) - Čovekomrzac (Δύσκολος) - Samomučitelj (Ἑαυτὸν τιμωρούμενος) - Priručnik (Ἐγχειρίδιον) | - Zapaljenica (Ἐμπιπραμένη) - Čovek koji obećava (Ἐπαγγελλόμενος) - Naslednica (Ἐπίκληρος) - Parničari (Ἐπιτρέποντες) - Evnuh (Εὐνοῦχος) - Čovek iz Efesa (Ἐφέσιος) - Vozač (Ἡνίοχος) - Junak (Ἥρως) - Taida (Θαΐς) - Devojka iz Tesalije (Θετταλή) - Opsednuta (Θεοφρουμένη) - Blago (Θησαυρός) - Neustrašiva sveštenica (Θρασυλέων Ἱέρεια) - Ljudi s Imbrosa (Ἰμβρίοι) - Konjušar (Ἱπποκόμος) - Devica s košarom (Κανηφόρος) - Devojka iz Karije (Καρίνη) - Kartaginjanin (Καρχηδόνιος) - Lažni tužilac (Καταψευδόμενος) - Mrežica za kosu (Κεκρύφαλος) - Svirač na kitari (Κιθαριστής) - Kniđanka (Κνιδία) | - Laskavac (Κόλαξ) - Drogirane (Κονειαζόμεναι) - Кормилари (Κυβερνῆται) - Devojka s Leukade (Λευκαδία) - Lokriđani (Λοκροί) - Pijanstvo (Μέθη) - Rejin sveštenik prosjak (Μηναγύρτης) - Ženomrzac (Μισογύνης) - Omraženi čovek (Μισούμενος) - Kapetan broda (Ναύκληρος) - Zakonodavac (Νομοθέτης) - Unajmitelj plaćenika (Ξενολόγος) - Olinćanka (Ὀλυνθία) - Ljudi istoga oca (Ὁμοπάτριοι) - Gnev (Ὀργή) - Detence (Παιδίον) - Konkubina (Παλλακή) - Депозит (Παρακαταθήκη) - Девојка са подрезаном косом (Περικειρομένη) - Devojka iz Perinta (Περινθία) - Ogrlica (Πλόκιον) - Ljudi pred brakom (Πρόγαμοι) | - Tužilac (Προεγκαλῶν) - Ljudi na prodaju (Πωλούμενοι) - Ošamarena (Ραπιζομένη) - Samljanka (Σαμία) - Sikionjanin (Σικυώνιος) - Vojnici (Στρατιῶται) - Žene što zajedno obeduju (Συναριστῶσαι) - Zaljubljena (Συνερῶσα) - Mladi prijatelji (Συνέφηβοι) - Dojkinja (Τίτθη) - Trofonije (Τροφώνιος) - Vedro za vodu (Ὑδρία) - Himničar (Ὑμνίς) - Podmetnut ili Seljak (Ὑποβολιμαῖος ῍η Ἄγροικος) - Fanija (Φάνιον) - Avet (Φάσμα) - Voljena braća (Φιλάδελφοι) - Halkejska svetkovina (Χαλκεῖα) - Halkida (Χαλκίς), možda istovetna s prethodnom - Udovica (Χήρα) - Lažni Herakle (Ψευδηρακλῆς) - Plašljiv od buke (Ψοφοδεής) |

Остали фрагменти, њих око 500, не могу се приписати ниједном одређеном делу.